# Максимов, Лев Иосифович
Лев Ио́сифович Макси́мов (бел. Леў Іосіфавіч Максімаў, 27 июня 1928) — белорусский советский дипломат. Постоянный представитель БССР при ООН (1980-1986).

## Биография
Родился 27 июня 1928 года в Вязниках, Владимирской области. Окончил Московский государственный институт международных отношений, а позже Белорусский государственный университет.
С 1951 года на дипломатической работе в Министерства иностранных дел Белорусской ССР. Работал на должностях руководителя Департамента институциональных организаций.
В 1980-1986 годах — заместитель министра иностранных дел Белорусской ССР.
В 1957-1962 годах — сотрудник Департамента конференционного обслуживания ООН.
В 1972 году в Департаменте технического сотрудничества по вопросам развития, затем Департаменте общественной информации. Возглавлял делегации БССР в ЕОСОК, ЕЭК, Комиссии по правам человека и Генеральной конференции МОТ.
В 1980-1986 годах — председатель белорусской комиссии при ЮНЕСКО.
В 1986-1990 годах — постоянный представитель Белорусской ССР при Организации Объединённых Наций.